# Kythéra
Kythéra (Kythira, řecky Κύθηρα) je ostrov v Jónském souostroví. Leží nedaleko mysu Maleas na jihovýchodě Peloponésu. Od roku 2006 je spolu se sousedním ostrůvkem Antikythéra součástí řeckého kraje Attika, největším sídlem je Chora.
Ve starověku ostrov postupně ovládali Argos, Sparta a Athény, ve 2. století př. n. l. zažil krátké období nezávislosti, kdy razil vlastní mince, pak ho ovládli Římané. Od 13. století do roku 1797 byl součástí Benátské republiky pod názvem Cerigo. Pak tvořil s ostatními Jónskými ostrovy Republiku sedmi ostrovů, která vznikla jako společný rusko-turecký protektorát, pak byla pod ochranou napoleonské Francie a nakonec patřila Angličanům, až v roce 1864 přešla pod správu samostatného Řecka.
Povrch ostrova je velmi členitý, pobřeží lemují písečné pláže, ale mnohé z nich jsou kvůli strmým útesům přístupné jen z moře. Okolní moře je velmi bouřlivé, v oblasti se také vyskytují častá zemětřesení; k největšímu došlo v roce 1903, zatím poslední ostrov postihlo v lednu 2006. Hlavním zdrojem příjmů pro ostrovany je rybolov a výroba olivového oleje, vyhlášený je svou kvalitou zdejší med z aromatických bylinek. Ještě počátkem 20. století žilo na Kythéře okolo patnácti tisíc lidí, od té doby se ostrov vylidňuje v důsledku emigrace.
Podle pověsti se na Kythéře narodila bohyně Afrodita. Antoine Watteau na tento námět namaloval obraz Nalodění na Kythéru.